# Amerikanische norwegische
Amerikanische norwegische (norwegische: amerikansk norsk) ist ein Koiné-Dialekt des Norwegischen, der von Norweger-Amerikanern gesprochen wird. Während das Amerikanisch-Norwegische in seiner Grammatik nicht archaisch ist, kann sein Lexikon als leicht archaisch beschrieben werden.